# Chorvatské přírodovědné muzeum
Chorvatské přírodovědné muzeum (chorvatsky: Hrvatski prirodoslovni muzej) je muzeum v chorvatském hlavním městě Záhřebu. Je nejstarším a největším přírodovědným muzeem v Chorvatsku a vlastní jednu z největších muzejních sbírek v Chorvatsku s více než 2 miliony artefaktů, včetně více než 1 milionu zvířecích exemplářů. Nachází se na ulici Dimitrije Demeter ve čtvrti Gornji Grad, jedné z nejstarších čtvrtí Záhřebu, Bylo založeno v roce 1846 jako „Národní muzeum“ a byla mu dána k dispozici budova Amadeova divadla, prvního divadla v Záhřebu. Později bylo rozděleno do pěti muzeí, z nichž tři byla v roce 1986 zase sloučena, aby vytvořila současné přírodovědné muzeum. Muzeum obsahuje velkou vědeckou knihovnu otevřenou veřejnosti a vydává první chorvatský přírodovědný vědecký časopis Natura Croatica. Stálou expozici tvoří mineralogické, petrografické a zoologické sbírky, v atriu se nachází Skalní mapa Chorvatska. K nejvzácnějším exponátům patří ostatky neandrtálců z lokality Krapiny, objevené na přelomu 19. a 20. století paleontologem Dragutinem Gorjanovićem-Krambergerem. Muzeum bylo poškozeno zemětřesením v Záhřebu v roce 2020, od té doby je uzavřeno.